# RWM
RWM (Reinigingsdienst Westelijke Mijnstreek) is een bedrijf dat zich bezighoudt met het ophalen van huisvuil in de gemeenten Sittard-Geleen, Stein, Beek en het gebied van de voormalige gemeente Schinnen, die opgegaan is in de gemeente Beekdaelen. Samen vormen zij ook de regio Westelijke Mijnstreek. In 2023 is de gemeente Echt-Susteren toegevoegd aan het werkgebied.

## Afvalinzameling
RWM is in 2010 opgericht uit onvrede over de oplopende kosten van de toenmalige ophaler van huisvuil. RWM wil werken met een volledig geautomatiseerd ophaalsysteem, wat betekent dat de chauffeur alleen in de vrachtwagen zit en de cabine niet uit hoeft om te containers te legen. Dit gebeurt echter nog niet overal op deze wijze. Vaak bevinden zich twee man extra op de wagen die de bakken tegen de wagen aanplanten. Bij inzameling van afval door RWM wordt betaald per kilo aangeboden huisvuil en per keer dat de container wordt aangeboden: een volle container is relatief goedkoper om te laten legen dan een bijna lege container.